# 2 Reyes 13
2 Reyes 13 es el octavo capítulo de la segunda parte de los Libros de los Reyes de la Biblia hebrea o Segundo Libro de los Reyes del Antiguo Testamento de la  Biblia cristiana El libro es una compilación de varios anales que registran los actos de los reyes de Israel y Judá por un compilador deuteronómico en el siglo VII a. C. con un suplemento añadido en el siglo VI a. C. Este capítulo registra los reinados del hijo de Jehú, Joacaz, y del nieto de Jehú, Joás, en el reino de Israel durante el reinado de Joás, rey de Judá, así como los acontecimientos en torno a la muerte de Eliseo.  La narración forma parte de una sección mayor, 2 Reyes 9:1-15:12, que abarca el período de la dinastía de Jehú.

## Texto
Este capítulo fue escrito originalmente en lengua hebrea y desde el siglo XVI se divide en 25 Versículos.

### Testigos textuales
Algunos de los primeros manuscritos que contienen el texto de este capítulo en hebreo pertenecen a la tradición del Texto Masorético, que incluye el Códice de El Cairo (895), el Códice de Alepo (siglo X) y el Códice Leningradensis (1008). Un fragmento que contiene una parte de este capítulo en hebreo se encontró entre los Rollos del mar Muerto, es decir, 6Q4 (6QpapKgs; 150-75 a. C.) con el Versículo 32 existente.
También existe una traducción al griego koiné conocida como Septuaginta, realizada en los últimos siglos a. C.. Los manuscritos antiguos existentes de la versión Septuaginta incluyen el Codex Vaticanus ('B; {\displaystyle {\mathfrak {G}}}B; siglo IV) y el Codex Alexandrinus (A; {\displaystyle {\mathfrak {G}}}A; siglo V).

## Análisis
Este capítulo contiene una tipología subyacente del Éxodo y la Conquista, enlazando también con pasajes del Libro de los Jueces con el patrón recurrente: adoración de ídolos que provoca los celos y la ira de YHWH, luego Israel es entregado en manos de naciones extranjeras, hasta que el pueblo clama por ayuda, entonces YHWH envía un salvador para liberarlos, devolviéndolos a la verdadera adoración hasta que el salvador (o 'juez') muere y el ciclo comienza de nuevo (Jueces 2:6-23).  Este patrón está 'basado en el patrón fundacional del éxodo': YHWH responde al clamor del pueblo, recuerda su pacto con él, resucita a Moisés como salvador y libera a Israel de Egipto.

## Jehoacaz, rey de Israel (13:1-9)
El hijo de Jehú, Joacaz, se convirtió en rey de Israel durante el largo reinado de Joás, rey de Judá. Este es un período de una dinastía relativamente larga e internamente estable, pero que contrasta fuertemente con los problemas del exterior, ya que Aram-Damasco se convirtió en la superpotencia de la región, con amargas consecuencias para Israel (cf. versículo 7). La opresión de los reyes sirios, Hazael y su hijo Ben-hadad se ve como el resultado de la ira de Dios sobre la falta de fe de Israel, más específicamente, 'los
pecados de Jeroboam' (cf. versículos 2-3 con Judges 2:13-14; Judges 3:7-8, 11-12; Judges 4:1-2, etc. ). Al igual que Israel en la época de los jueces, Joacaz pidió ayuda a Dios y se le proporcionó un 'salvador' (versículos 4-6). Sin embargo, Israel siguió adhiriéndose a 'los pecados de Jeroboam' y además adoró a Asera en Samaria.

### Versículo 1
En el año veintitrés de Joás hijo de Ocozías, rey de Judá, comenzó a reinar Joacaz hijo de Jehú sobre Israel en Samaria, y reinó diecisiete años. 
- «En el año 23 de Joás hijo de Ocozías»: Según Edwin R. Thiele chronology,[16] siguiendo «non-accession year method», Joacaz el hijo de Jehu se convirtió en el rey de Israel comenzando entre septiembre 814 AEC y abril 813 AEC hasta su muerte entre septiembre 798 AEC y abril 797 AEC.[17]
- «Joás»: este nombre se escribe como «Joás» en 9.[18]

## Jehoás, rey de Israel, y la muerte de Eliseo (13:10-25)
El pasaje sobre el hijo de Joacaz, Joás, rey de Israel (su nombre se escribe «Joás» en 2 Reyes 13:12, y 14:1) tiene una estructura inusual:
- la fórmula introductoria (verso 10)
- la calificación de rey (versículo 11)
- la (temprana) fórmula de conclusión (verso 12).[14]

Los siguientes pasajes siguen relacionados con Joás con la fórmula de conclusión repetida en 2 Reyes 14:15-16. Esta peculiaridad podría ser el resultado de la inserción de dos leyendas de Eliseo (versículos 14-19 y 20-21) en el contexto narrativo que utiliza los versículos 12-13 y 22-25. La primera leyenda muestra a Eliseo actuando como apoyo militar contra los arameos (cf. 2 Reyes 6-2 Reyes 7). Joás honró al profeta Eliseo y lloró junto a su lecho mientras agonizaba, dirigiéndose a él con las palabras que el propio Eliseo había usado cuando Elías fue llevado al cielo (2 Reyes 2:12): «Oh padre mío, padre mío, el carro de Israel y sus jinetes» (2 Reyes 13:14; 2 Reyes 14), Durante la visita, Eliseo hizo que Joás realizara ciertas tareas proféticas. El rey no sabía lo que estaba haciendo, y sólo se le dio una explicación después del hecho. La flecha lanzada hacia el este es una indicación de la futura victoria contra Aram, muestra significativamente «hasta dónde habían avanzado los arameos hacia el sur» en el territorio de Israel en la orilla oriental (cf. 2 Reyes 10:32-33) y el punto desde donde se les debe hacer retroceder. El uso de lenguaje de signos oscuro en las profecías se encuentra en otros libros de profetas (por ejemplo, Isaías 8:1-4; 20; Jeremías 27-28; Ezequiel 4-5; 12, entre otros). La profecía se cumplió con las sucesivas victorias de Joás sobre los sirios, que le permitieron retomar de ellos las ciudades que Hazael había capturado de Israel.
El ataque de una banda de moabitas en la segunda leyenda corta indica que el reino del norte quedó tan gravemente debilitado tras el golpe de Jehú que no sólo los arameos, sino también otras tribus vecinas se aprovecharon de la situación. El apresurado entierro de un cuerpo en la tumba de Eliseo (probablemente una cueva funeraria) resulta en una resurrección, que muestra los milagrosos poderes de Eliseo para desafiar a la muerte incluso más allá de su propia muerte, al igual que durante su vida (9).
Los versículos 22-25 aclaran que la historia se ajusta a Joás, no a Joacaz, porque Joacaz sufrió durante toda su vida la presión de Hazael y Ben-Hadad (13:3), mientras que Joás no (cf. 2 Reyes 13:10-12; 2 Reyes 14:15-16).

### Versículo 10
En el año treinta y siete de Joás, rey de Judá, comenzó a reinar Joás hijo de Joacaz sobre Israel en Samaria, y reinó dieciséis años 
- «'En el año 37 de Joás rey de Judá»: según la cronología de Thiele, siguiendo el «método de los años no sucesorios», Joás hijo de Joacaz se convirtió en corregente en el trono de Israel con su padre en abril de 799 a. C. para luego reinar en solitario tras la muerte de su padre a partir de septiembre de 798 a. C. y abril de 797 a. C. hasta su muerte entre septiembre de 782 a. C. y abril de 781 a. C..[22] Murió poco después de la batalla contra Amasías, rey de Judá, y fue enterrado en Samaria.[23]
- «Jehoás (el hijo de Joacaz)» (יהואש Yəhō'āš): es una grafía alternativa de «Joás» (יואש Yō'āš; Joas) en los versículos 9,[24] 12-14; también versículo 25. [24] El nombre significa «Yahvé ha dado».[25]

## Arqueología

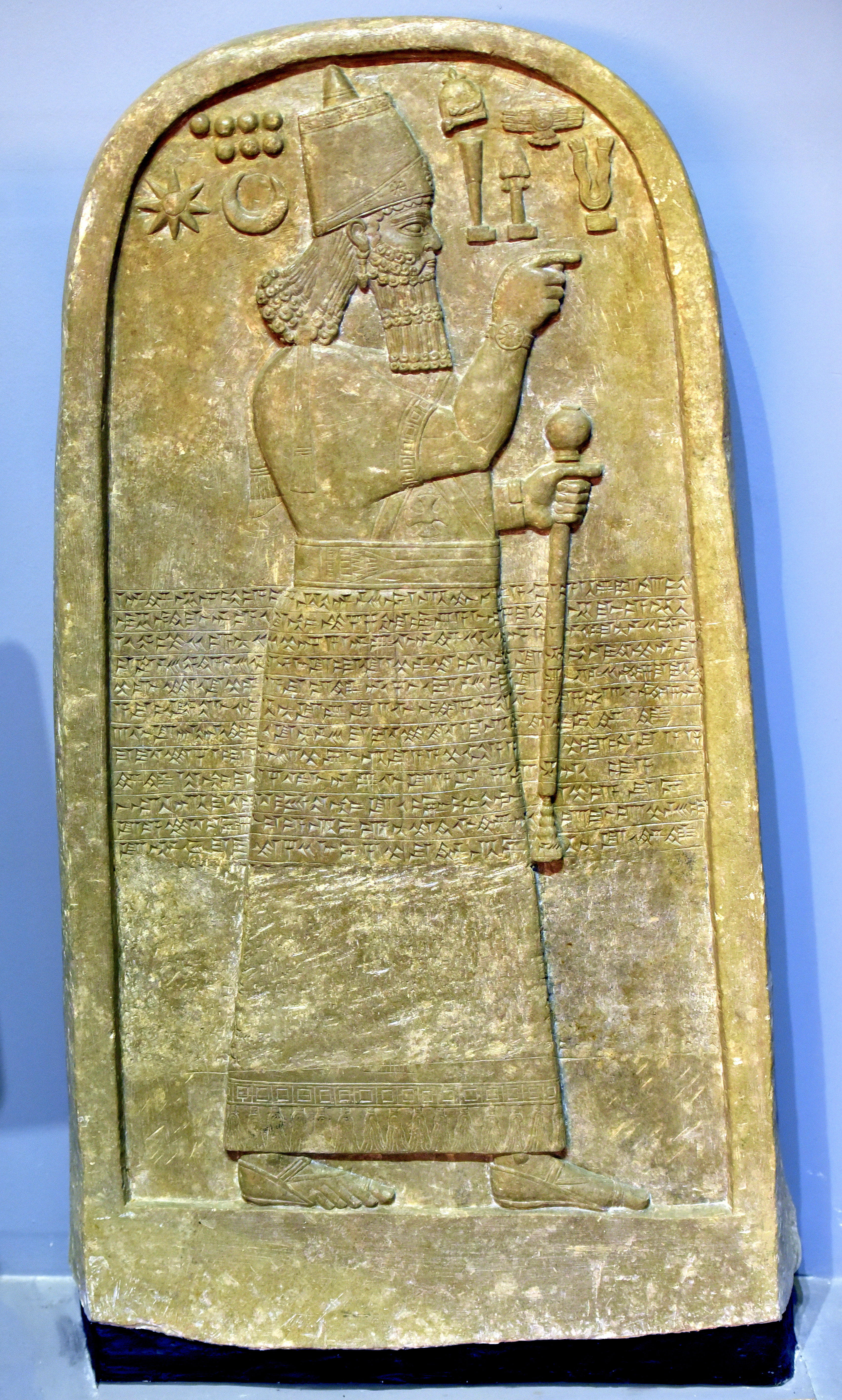
Estela de Adad-nirari III de Tell al-Rimah, en el Iraq Museum, menciona el nombre de Joás el Samario

En la excavación de Tell al-Rimah se encontró una estela de Adad-nirari III en la que se mencionaba a «Joás el Samario»  y contiene la primera mención cuneiforme de Samaria con ese nombre.  Las inscripciones de esta «Estela de Tell al-Rimah» pueden aportar pruebas de la existencia del rey Joás, atestiguar el debilitamiento del reino sirio (cf. HE) y mostrar la condición de vasallo del reino septentrional de Israel ante los asirios.
Una imagen postulada de Jehoash se reconstruye a partir de restos de yeso recuperados en Kuntillet Ajrud. Las ruinas eran de un templo construido por el reino del norte de Israel cuando Joás de Israel obtuvo el control sobre el reino de Judá durante el reinado de Amasías de Judá.